# Berend Dijkman
Berend Dijkman (Assen, 14 oktober 1904 – Wierden, 29 maart 1945), bekend onder de schuilnaam Piet van Veluwe, was een Nederlandse verzetsstrijder in de Tweede Wereldoorlog. Hij was een van de leidende figuren binnen de Raad van Verzet. Als gevolg van zijn arrestatie, waarbij zijn persoonlijk archief door de Duitsers werd aangetroffen, verloren meerdere verzetsmensen het leven.

## Levensloop

### Vroege jaren
Over de jeugdjaren van Dijkman is weinig bekend. Hij werkte na zijn schooltijd aanvankelijk als kantoorbediende in Leeuwarden, in juni 1932 kreeg hij een aanstelling in Amsterdam als rijksveldwachter. In Amsterdam leerde hij een onderwijzeres kennen met wie hij een dochter kreeg. De relatie tussen hem en zijn partner verslechterde in de oorlogsjaren. In 1935 werd Dijkman overgeplaatst naar Ermelo. Daar werd hij vier jaar later bevorderd tot opperwachtmeester. In 1941 maakte hij de overstap naar het Korps Marechaussee.

### Veroordeling wegen zwarte handel en anti-Duitse uitlatingen
Door de Duitse bezetter werd Dijkman in 1942 veroordeeld tot 21 maanden tuchthuisstraf wegens anti-Duitse uitlatingen en het bedrijven van zwarte handel. Wegens goed gedrag werd zijn straf met een half jaar verkort. Met Kerst 1943 was hij weer vrij. Wegens zijn veroordeling kon hij een baan bij de politie vergeten, in plaats daarvan werkte hij eerst nog bij de distributiedienst in Nijkerk.

### Raad van Verzet
Na zijn vrijlating raakte hij betrokken bij het georganiseerde verzet en maakte snel "carrière". Dijkman behoorde tot de top van de Raad van Verzet, samen met de Ordedienst en de Landelijke Organisatie voor Hulp aan Onderduikers, een van de drie grootste organisaties. Waarschijnlijk had zijn achtergrond als politieman hem geholpen om snel geaccepteerd te worden door de andere verzetsleiders, en niet zo zeer zijn politieke overtuiging.
Dijkman was tot september 1944 commandant van de brigade Veluwe, waar de districten Ede, Kampen, Apeldoorn en aanvankelijk ook Hilversum en Het Gooi, deel van uit maakten. In september 1944 sprak de Nederlandse regering in Londen de wens uit dat alle verzetsorganisaties moesten opgaan in de Binnenlandse Strijdkrachten die onder bevel van prins Bernhard kwamen te staan. Dijkman werd zodoende districtscommandant in gewest VI, Harderwijk.
De Veluwe werd opeens het achterland van het frontgebied na de Britse landingen vanaf 17 september bij Arnhem, als onderdeel van Operatie Market Garden. Het was de taak van het verzet om de beweging van Duitse troepen richting het front te bemoeilijken. Dijkman gaf op 23 september de opdracht aan een verzetsgroep in Putten om een aanslag te plegen om een Duitse auto of koerier op de straatweg tussen Amersfoort en Harderwijk. In de nacht van 30 september op 1 oktober vond er een mislukte aanslag plaats op een Duitse personenauto met daarin vier militairen. De aanslag mislukte en de volgende dag omsingelden de Duitsers Putten en hield een razzia. Zeshonderd mannen en jongens werden afgevoerd naar Duitsland, de meesten keerden niet terug. Dijkman werd zelf ook in eerste instantie opgepakt. Hij werd vrijgelaten nadat hij kon aantonen niet uit Putten te komen.
Een week na de razzia verzocht Dijkman zijn commandant Jan Thijssen om een vervanger. De reorganisatie van de verschillende verzetsgroepen die allen opgingen in de Binnenlandse Strijdkrachten had hem veel tijd gekost en naar eigen zeggen tot een totale chaos geleid. In plaats van hem te vervangen stuurde Thijssen hem twee weken met verlof. Er werd besloten om de Veluwe-sectie op te splitsen. Derk Wildeboer, hoofd van de Binnenlandse Strijdkrachten in Ede, bedankte voor de eer. Hij was druk genoeg in Ede. Hij verwees Dijkman door naar Piet Kruijff, de verzetsleider uit Arnhem. Dijkman werd de BS-commandant van het westelijke Veluwegebied, terwijl Kruijff verantwoordelijk werd voor de oostelijke Veluwe.

### Arrestatie
Dijkman zat ondergedoken in een kamer achter de bakkerij van Harm Drost aan de Stationsstraat 40 in Ermelo. Op 8 november 1944 werd Thijssen opgepakt door de Duitsers. Dijkmans hoofdkwartier werd daarom niet langer veilig geacht en hij kreeg de opdracht om te verhuizen naar een nieuw onderkomen in gehucht Drie. Dijkman maakte echter geen haast. Op 14 november 1944 vond er bij Drost een overleg plaats. Normaal verborg Dijkman zijn archief in het plaatselijke zwembad van Ermelo. Dat gebeurde die avond niet, omdat het erg hard regende.
De volgende ochtend deed de Apeldoornse afdeling van de Sicherheitsdienst een inval bij Drost. Zij waren achter het adres gekomen via Lucas Ansems, een koerier van Dijkman, die ze een dag eerder hadden gearresteerd. Naast Dijkman werden de gedeserteerde Duitser Helmut Blüncke, Harm Drost en zijn vrouw en Johannes Balk, een medewerker van Dijkman, opgepakt. Ook het gehele archief van Dijkman viel in handen van de Duitsers. Alle arrestanten werden overgebracht naar de Koning Willem III-kazerne in Apeldoorn, waar de zwangere vrouw van Drost werd vrijgelaten. 
Het archief van Dijkman bestond uit de laatste berichten en bevelen van de RVV, namenlijsten en vergaderingsverslagen. Na zijn arrestatie was Dijkman psychisch geknakt. Het kostte zijn ondervragers weinig moeite om de informatie uit hem te krijgen. Als eerste maatregel werden illegale PGEM-telefoonlijnen, waarmee het verzet in contact stond met bevrijd gebied, afgesloten. Vanaf 18 november 1944 viel de Sicherheitsdienst op tal van plaatsen binnen. Meerdere van de gepakte verzetsleden moesten hun arrestatie met de dood bekopen.

### Slachtoffers als gevolg van de arrestatie van Dijkman
Hieronder volgt een lijst van acties die de Sicherheitsdienst ondernam op basis van de informatie die zij verkreeg door de arrestatie van Dijkman. In de lijst zijn ook aanhoudingen vermeld waar Dijkman indirect verantwoordelijk voor was.
- Op 18 november vond een inval plaats bij Ariën Thomassen aan de Nieuwesteeg 1A in Ede. Deze boerderij was een oefenplaats van de BS. Zijn zoon Gijsbert Thomassen en zijn aanstaande schoonzoon Aris Methorst probeerden nog te vluchten, maar werden op de vlucht neergeschoten. De drie mannen werden samen met drie onderduikers afgevoerd naar De Wormshoef, het regionale hoofdkwartier van de SD in Lunteren. Ariën en Gijsbert Thomassen overleden allebei in het concentratiekamp Neuengamme.
- Direct daarna werd de naastgelegen boerderij van Evert Thomassen aangedaan. Evert Thomassen werd niet aangetroffen, maar zijn zwangere vrouw werd meegenomen. Terwijl de huiszoeking gaande was kwam de Joodse koerierster Didi Roos langs die direct werd ingerekend. Zij werd zwaar gemarteld, maar gaf geen informatie prijs. Roos overleefde uiteindelijk de oorlog.
- Op 21 november 1944 hield de SD de Edese verzetsman Karel Weimar aan, samen met zijn vrouw. Weimar was lid van de staf van de Edese BS-afdeling. Hij overleed op 31 mei 1945 in het concentratiekamp Ludwigslust, een subcamp van Neuengamme. Zijn vrouw overleefde de oorlog.
- Ook op 21 november werd de boerderij van de familie Boonzaaijer aan de Rijksweg 18 in Ede bezocht. Dijkman had bekend dat Wiesje Boonzaaijer, de dochter van het gezin, werkte als koerierster. Een half uur voor de overval werd de familie gewaarschuwd door Evert Jan van Spankeren. Wiesje Boonzaaijer dook snel onder bij de broer van haar verloofde in Veenendaal. Omdat zij afwezig was nam de SD haar vader en moeder mee. Vader Steven Boonzaaijer overleed op 14 april 1945 in het concentratiekamp Wöbbelin. Tijdens de huiszoeking kwamen de koeriersters Nonnie van de Bosch en Truus van Kuyk binnen met stukken. Zij werden beiden ingerekend. Op basis van de stukken werden in Veenendaal zeven mensen aangehouden die behoorden bij de groep-Albrecht, onder wie Ab van 't Riet, Jaap Engelaan, Johan Looijen en Auke Sybenga. Alle vier de  mannen overleefden de oorlog niet.
- In Veenendaal werd ook een koerierster aangehouden die informatie bij zich had over een vergadering van Utrechtse afdeling van de Binnenlandse Strijdkrachten. De SD deed op 22 november 1944 een inval tijdens de vergadering in het gebouw van de Kamer van Koophandel  in Utrecht. De meeste deelnemers werden aangehouden, een aantal verloor het leven in gevangenschap. De inval legde de basis voor weer een hele reeks aanhoudingen in Utrecht.[2]
- Harm Drost en Johannes Balk, beide mannen waren samen met Dijkman aangehouden, werden op 2 december 1944 in Apeldoorn gefusilleerd. Hetzelfde lot trof Lucas Ansems, die de Duitsers aan het onderduikadres van Dijkman had geholpen.
- Dijkman had zijn ondervragers ook verteld van de "bunker" die speciaal voor hem in het gehucht Drie was aangelegd. De SD, Theodoor Verhulsdonk, Anton Touseul (Tonny) en Emiel Thonon (De Rat), legden daar op 13 december 1944 een hinderlaag. De negentienjarige Jannes Born, en zeventwintigjarige Herman Leus (schuilnaam Sjaak) - marconist bij de familie Born - en Corneille du Corbier (schuilnaam Kees) - hulpmarconist - werden op heterdaad betrapt. Zij wilden de bunker gebruiken als nieuwe zendlocatie. Jannes Born werd doodgeschoten, terwijl Kees zwaargewond raakte. Hij overleed ruim twee maanden later aan zijn verwondingen. Willy Born, die na het horen van de schoten, achterna was gekomen, moest toekijken hoe zijn broer Jannes overleed aan zijn verwondingen. Jannes werd als voorbeeld op het bospad gelegd van woensdag tot zondag. Sjaak werd op 8 maart 1945 geëxecuteerd op de Woeste Hoeve. Een aantal mensen in en rondom het huis van de familie Born gearresteerd en afgevoerd: moeder Born, vader (Abraham) Born, Evert Born, Bram van Eikenhorst, Aartjen Simon en Bakker Aalt Dooyewaard. Vier van hen overleden in kampen. Dijkman zat tijdens de inval in een personenauto van de SD voor het huis te roken. Willy Born en zijn jongere broers Bram (13 jaar) en Hans (4 jaar) bleven onder bewaking achter in het huis en werden later opgehaald door hun oom. De koerierster Corry de Haan werd een dag later gearresteerd toen zij het huis bezocht dat nog steeds door de SD werd bezet. Het huis van familie Born werd de avond van 14 december 1944 verbrand.
- De Puttense verzetsman Piet Oosterbroek werd op 14 december gearresteerd naar aanleiding van de arrestaties op 13 december 1944. Hij raakte gewond in een vuurgevecht, maar overleefde de oorlog. Later volgden meer arrestaties in Putten, waaronder die van de koeriersters Jeanne Bosz en Jannie Thijssen.

### Dood
Gedurende de rest van zijn gevangenschap werd Dijkman relatief goed behandeld. Dat kon niet verhinderen dat hij op 29 maart 1945 alsnog werd geëxecuteerd. Generaal Friedrich Christiansen, hoofd van de Wehrmacht in Nederland, eiste dat twintig Toteskandidaten zouden worden gefusilleerd als represaille voor de dood van aantal leden van de Wehrmacht in de buurt van Almelo. Dijkman was een van hen. Hij werd eerst begraven in een massagraf in Wierden, in 1946 werd hij herbegraven in Huizum.

### Naoorlogse reputatie
Na de oorlog werd Dijkman verweten zeer onzorgvuldig te zijn geweest. Hem werd vooral kwalijk genomen dat zijn archief in handen van de Duitsers viel, waardoor zeer veel verzetsmensen konden worden opgepakt. De voormalige OD-man Theodoor Alexander Boeree stelde dat Dijkman een "prettige kameraad" was, waarmee iedereen graag samenwerkte, maar hij had geen goed woord over voor zijn leiderschapscapaciteiten.